# Duripelta pallida
Duripelta pallida là một loài nhện trong họ Orsolobidae.
Loài này thuộc chi Duripelta. Duripelta pallida được Raymond Robert Forster miêu tả năm 1956.